# Língua isolante
Em tipologia linguística, uma língua isolante é uma língua cujas palavras são monomorfêmicas, ou seja, consistem em apenas um morfema, não se fragmentando em elementos menores, sejam eles de função lexical ou gramatical. As línguas isolantes possuem pouca ou nenhuma flexão ou derivação, o que impede uma divisão clara entre os conceitos de  morfema  e palavra. Isto porque, numa língua isolante, um morfema equivale a uma palavra, e cada palavra é, em si, um morfema.
Há uma grande concentração de línguas isolantes no Sudeste Asiático, sobretudo línguas das famílias sino-tibetana, austro-asiática, hmong-mien e tai-cadai. O chinês, o vietnamita e o tailandês estão dentre as línguas isolantes que têm mais falantes no mundo.
Dentre as línguas indígenas do Brasil, vários idiomas do tronco linguístico macro-jê apresentam características isolantes, embora seja comum a flexão de pessoa verbal e a criação de palavras através de composição. Às línguas isolantes contrapõem-se as línguas sintéticas, nas quais as palavras geralmente contêm mais de um morfema.

## Exemplos
Um exemplo de como as línguas isolantes constroem sentido a partir da soma de palavras monomorfêmicas se observa no mandarim:
(1)
| 我                                      | 的         | 朋友    | 们  | 都    | 要     | 吃    | 蛋  |
| wǒ                                      | de         | péngyou | men | dōu   | yào    | chī   | dàn |
| 1                                       | possessivo | amigo   | PL  | todos | querer | comer | ovo |
| 'Todos os meus amigos querem comer ovo' |            |         |     |       |        |       |     |
Em (1), a ideia de "mais de um amigo" ('amigos'), é expressa através do uso em sequência das palavras amigo (péngyou 朋友) e plural (men 们). Da mesma maneira, a ideia de "posse daquele que fala" ('meu/minha') é expressa pela combinação do morfema de primeira pessoa (wǒ 我) mais a palavra para possessivo (de 的). Contudo, nota-se que a palavra que significa 'amigo' (péngyou 朋友) é uma palavra composta de duas raízes (morfemas): péng 朋 'amigo' e you 友 'companheiro'.
Um outro exemplo, dessa vez em vietnamita, seria:
```
"quando eu venho à casa do meu amigo, nós começamos a fazer as lições"
```

"khi tôi dên nhà ban tôi chúng tôi bǎt dâu làm bài"
```
‘when’ ‘I’ ‘come’ ‘house’ ‘friend’ ‘I’ ‘plural’ ‘I’ ‘seize’ ‘head’ ‘do’ ‘lesson’
‘quando’ ‘eu’ ‘vir’ ‘casa’ ‘amigo’‘eu’ ‘plural’ ‘eu’ ‘aproveitar’ ‘cabeça’ ‘fazer’ ‘lição’
```